# USS Raven (1998)
USS Raven (Nederlands: Raaf) was een Amerikaanse mijnenjager van de Ospreyklasse. Het schip, gebouwd door Intermarine USA, Savannah, was het derde schip bij de Amerikaanse marine met de naam Raven. De schepen van de Ospreyklasse waren de eerste schepen bij de Amerikaanse marine die ontworpen waren als mijnenjager.
Het schip was sinds 2000 gestationeerd in de Perzische golf met als thuishaven de Bahreinse havenplaats Manama. Na de uit dienst stelling in 2007 is het schip overgedragen aan de Egyptische marine waar het dienstdoet sinds juli 2007 als al Faruq.